# Martin B-10
Martin B-10 je bil prvi povsem kovinski enokrilni bombnik USAAC (United States Army Air Corps), ko je vstopil v uporabo leta 1934.
B-10 je revolucioniral dizajn bombnikov, imel je povsem kovinsko konstrukcijo, notranji bombni prostor, uvlačljivo podvozje, zakrito pilotsko kabino, povsem pokrite motorje in rotirajoča strojnična gnezda. Vse te rešitve so postale standard na bombnikih, ki so sledili.
Leta 1932 je Glenn L. Martin Company dobil nagrado Collier Trophy za zasnovanje XB-10. 
B-10 je imel boljše sposobnosti kot lovska letala, ki jih je uporabljala USAAC v tistem času. 

## Specifikacije
Model B-10B & Model 166 (za znakom &):
Podatki iz United States Military Aircraft Since 1909; Swanborough and Bowers, 1964, p. 333.
Splošne karakteristike
- Posadka: 4
- Dolžina: 44 ft 9 in (13,6 m)
- Razpon kril: 70 ft 6 in (21,5 m)
- Višina: 15 ft 5 in & 11 ft 5 in (4,7 m & 3,5 m)
- Površina kril: 678 ft² & 683 ft² (63 m² & 64 m²)
- Teža praznega letala: 9681 lb & 10322 lb (4391 kg & 4682 kg)
- Naložena teža: 14700 lb & 15624 lb (6680 kg & 7085 kg)
- Maks. vzletna teža: 16400 lb (7440 kg)
- Pogon letala: 2 ×  "Cyclone" zvezdasta motorja Wright R-1820-33 (G-102), 775 KM & 1000 KM (578 kW & 746 kW)  vsak

 Zmogljivost 
- Maks. hitrost: 213 mph & 241 mph (185 vozlov, 343 km/h & 210 vozlov, 388 km/h)
- Potovalna hitrost: 193 mph & 186 mph (168 vozlov, 311 km/h & 161 vozlov, 299 km/h)
- Doseg: 1240 milj & 1740 milj (1078 nmi, 1996 km & 1510 nmi, 2800 km)
- Višina leta: 24200 ft & 28215 ft (7380 m & 8600 m)
- Hitrost vzpenjanja: 1380 ft/min & 1939 ft/min (420 m/min & 591 m/min)
- Obremenitev kril: 21,7 lb/ft² & 22,9 lb/ft² (106 kg/m² & 111 kg/m²)
- Razmerje moč/teža: 0,105 KM/lb & 0,128 KM/lb (0,173 W/kg & 0,211 W/kg)

Oborožitev

- Strelno orožje: 3 × .30 in (7,62 mm) M1919 Browning strojnice
- Bombe: 2260 lb & 4520 lb (1030 kg & 2060 kg)